# Микеска, Михал
Михал Микеска (чеш. Michal Mikeska; 28 апреля 1976, Злин) — чешский хоккеист, нападающий.
Чемпион Чехии 2005 года и чемпион России 2008 года.

## Биография
Воспитанник клуба «Тршебич». Начал карьеру в Тршебиче. В 1998 году перешёл в клуб чешской Экстралиги «Пардубице», в котором в 2005 году стал чемпионом Чехии и лучшим бомбардиром Экстралиги. Летом 2006 года перебрался в команду российской суперлиги «Салават Юлаев» из Уфы. В 2008 году он выиграл золотую медаль чемпионата России. По ходу сезона 2009/10 Михал вернулся в Чехию, в клуб «Ческе-Будеёвице», за который отыграл следующие 2 сезона. Завершил карьеру в 2014 году в родном «Тршебиче».
После окончания карьеры стал тренером. Работал в юниорских и основной командах «Пардубице». С 9 декабря 2019 года является ассистентом главного тренера «Пардубице».

## Достижения
- Чемпион Чехии 2005
- Чемпион России 2008
- Серебряный призёр чемпионата Чехии 2003
- Лучший бомбардир чешской Экстралиги 2005 (55 очков)

## Статистика
- Экстралига — 564 игры, 292 очка (109 шайб + 183 передач)
- Чемпионат России (КХЛ) — 180 игр, 100 очков (29+71)
- Чешская первая лига — 125 игр, 68 очков (22+46)
- Чешская вторая лига — 38 игр, 13 очков (5+8)
- Сборная Чехии — 36 игр, 17 очков (7+10)
- Трофей Европы — 7 игр, 3 очка (0+3)
- Кубок Шпенглера — 5 игр, 2 очка (0+2)
- Лига чемпионов — 4 игры, 3 очков (2+1)
- Кубок чемпионов — 2 игры, 2 очка (0+2)
- Всего за карьеру — 961 игра, 500 очков (174+326)